# Норин, Сергей Константинович
Сергей Константинович Норин (настоящая фамилия Хряпин; 1909—1942) — русский советский писатель, журналист и драматург.

## Биография
Родился в семье журналиста. В 10-летнем возрасте переехал с семьёй в Петрозаводск.
После окончания Ленинградского института журналистики работал редактором газеты «Комсомолец Карелии» в Петрозаводске. Член редколлегии альманаха «Карелия» и журнала «На рубеже».
В 1941 году вступил в ВКП(б).
Участвовал в Великой Отечественной войне, но во время выполнения одного из боевых заданий тяжело заболел и был доставлен в госпиталь Архангельска, где и умер.

## Сочинения
Основной тематикой произведений Норина была борьба с интервенцией в Карелии во время Гражданской войны, индустриализация Карелии и будни советских пограничников. Наиболее известные произведения:
- сборник очерков и рассказов «Взорванные горы» (1932)
- роман «На рубеже» (1938)
- сборник рассказов «Родной берег» (1939, 2-е издание — 1962)
- пьеса «Застава у Чёрного ручья» (1940)
- повесть «Микко Макконен» (опубликована посмертно, в 1947 году)